# Ngựa Nonius
Ngựa Nonius (tiếng Hungary: Nóniusz) là một giống ngựa Hungary được đặt tên theo giống ngựa Anglo-Norman. Nói chung, chúng có ngoại hình với lớp lông màu tối, nó là một giống ngựa có cơ bắp và nặng ký, tương tự như loại khác với dạng ngựa kéo hạng nhẹ và ngựa kéo xe. Giống ngựa này được phát triển tại Imperial Stud tại Mezőhegyes, Hungary bằng cách lai giống cẩn thận. Ban đầu được lai tạo để phục vụ như một ngựa kéo hạng nhẹ và ngựa tiện ích cho quân đội Hungary, giống ngựa này đã trở thành một con ngựa nông nghiệp hữu ích trong thế kỷ XX. Những tàn phá của Thế Chiến II đã làm giảm đáng kể dân số của chúng, và trong nhiều thập kỷ sau chiến tranh, một sự suy thoái trong việc sử dụng ngựa ở Hungary đã gửi nhiều thành viên của giống này đến lò giết mổ. Ngày nay, giống này được nuôi dưỡng bởi các nhà bảo tồn và được sử dụng trong nông nghiệp, cưỡi ngựa giải trí và các môn thể thao thi đấu kéo xe. Quần thể lớn nhất của giống ngựa Nonius vẫn được tìm thấy ở Mezőhegyes, với đại diện ở các quốc gia Đông Âu khác.
Chúng được sử dụng ngày nay trong công việc nông nghiệp, ngựa kéo hạng nhẹ và thể thao kết hợp kéo xe. Sự phổ biến của môn thể thao kéo xe ở Hungary tăng mạnh trong những năm 1970 và 1980. Giải vô địch thế giới ngựa kéo xe kết hợp được tổ chức 2 năm một lần, và sự kiện thi đấu có tính cạnh tranh nhất có các đội gồm bốn con ngựa. Trong số 6 nhà vô địch có tên trong khoảng thời gian từ năm 1974 đến năm 1984, tất cả đều là giống ngựa Hungary. Các con ngựa Nonius là chậm hơn và ít thích hợp cho các môn thể thao cưỡi khác như cưỡi ngựa trình diễn và trình diễn thi nhảy hơn ngựa hạng nhẹ. Các thành viên nhỏ hơn của giống ngựa có số lượng lớn hơn của máu ngựa Ả rập trong tổ tiên của chúng được tìm kiếm nhiều hơn sau khi cưỡi ngựa. Những con ngựa nặng hơn vẫn thường được sử dụng cho công việc kéo cày, và được thích nghi tốt với "địa hình gồ ghề" của đồng bằng Great Hungarian. Các con ngựa Nonius thường được lai với ngựa Thuần Chủng (Thoroughbred)s để tạo ra những con ngựa cưỡi với khả năng nhảy được cải thiện. Các thành viên của giống ngựa này cũng đã được lai với Furioso-North Star, Ngựa Thuần Chủng (Thoroughbred) và ngựa Shagya Arabian blood để sinh sôi ở Tiệp Khắc.